# Grete Frische
Grete Frische, född 15 juni 1911, död 17 februari 1962, var en dansk skådespelare, dramaturg, regissör och manusförfattare.
Grethe Frische var medarbetare på totalt 24 filmer.

## Filmografi i urval

### Regi
- 1945 - En ny dag gryer

### Manus
- 1956 – Far til fire i byen
- 1947 – Jag älskar dig, Karlsson!

### Roller
- 1962 - Landsbylægen